# تشارلز لوانجا

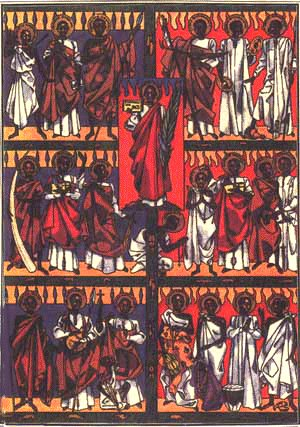
القديس تشارلز لوانغا و تلاميذه

القديس تشارلز لوانجا ، ولد عام 1865 وتوفي يوم 03 يونيو 1886 ، شهيد أوغندي ، من عرقية باغاندا ، طوبته الكنيسة الكاثوليكية . وُلِد في مملكة بوغندا ، جنوب أوغندا الحالية ، وكان رئيس الصفحات في بلاط الملك موانغا الثاني . تم تقديسه عام 1964 على يد البابا بولس السادس ، أثناء زيارته الرعوية لأوغندا  ، ويتم إحياؤه طقوسًا (جنبًا إلى جنب مع شهداء أوغندا الآخرين) في 3 يونيو .

## سيرة شخصية
طالب موانغا بأن يرتد رعاياه من النصارى عن ديانتهم ، وأعدم العديد من الكاثوليك والأنجليكان بين عامي 1885 و1887. ؛ كثير منهم أقاموا في بلاط الملك أو كانوا قريبين منه ، بما في ذلك رئيس الصفحات ، تشارلز لوانجا.
بعد مذبحة للمسيحيين الأنجليكان في عام 1885 ، القى جوزيف موكاسا ، الكاثوليكي الذي عهد إليه المبشرون قيادة المسيحيين والذين كانوا يقيمون في البلاط ، اللوم إلى الملك على هذه الجريمة. تم قطع رأس موانغا واعتقال جميع أتباعه. وبالنظر إلى اقتراب إعدامهم ، قام تشارلز لوانجا بتعميد طلابه الذين بدأوا تنصرهم قبل أن يُحرقوا أحياء في 3 يونيو 1886 . وفقًا لعملية التقديس ، كان أحد أسباب غضب الملك هو رفض المسيحيين المشاركة في العلاقات الجنسية المثلية.

## تبجيل

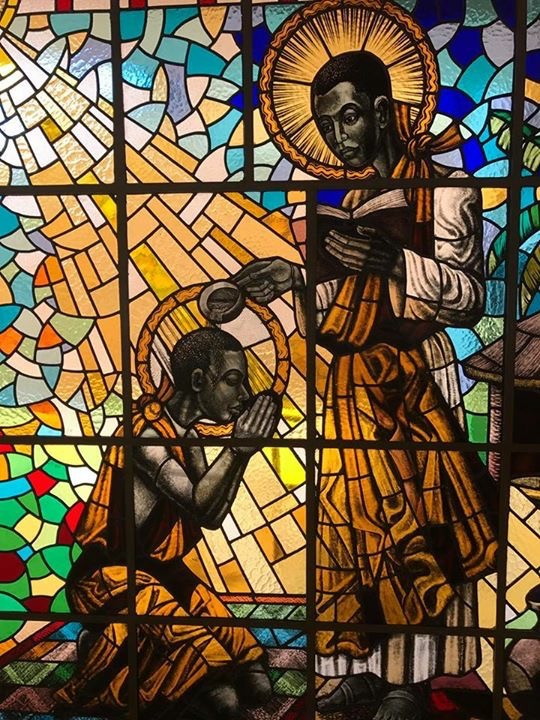
عمد القديس كيزيتو من قبل القديس شارل لوانغا. كاتدرائية القديسة ماري في كمبالا.

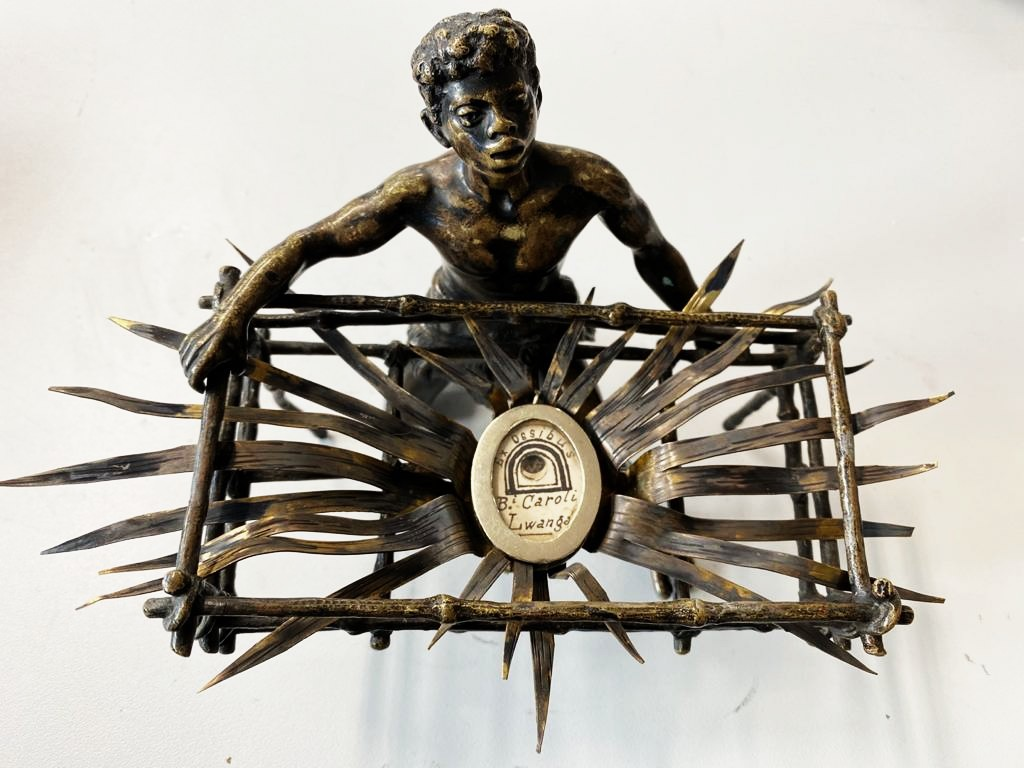
وعاء ذخائر برونزي به جزء من عظم القديس تشارلز لوانغا (ملكية خاصة)

تم تطويب تشارلز لوانغا وأولئك الذين ماتوا معه في 1964 من قبل البابا بولس السادس . كما اعترف البابا باستشهاد الأنجليكان. اليوم ، يعتبر تشارلز لوانجا - إلى جانب شهداء أوغندا الآخرين - موضع تفاني خاص في إفريقيا ، حيث يتم وضع العديد من المدارس والأبرشيات تحت حمايته.
مع اثنين وعشرين شهيدًا من أوغندا ، أعيد إحياء صفحة من أعمال شهداء القرون الأولى (شهداء كنيسة روما الأوائل ). كان العديد منهم من المسيحيين الجدد. تم تعميد أربعة منهم من قبل تشارلز لوانجا قبل المحنة. كان معظم الذين تم حرقهم أحياء في ناموجونجو عام 1886 تتراوح أعمارهم بين 16 و 24 عامًا. أصغرهم ، كيزيتو ، كان في الثالثة عشرة من عمره.
تم بناء بازيليك شهداء أوغندا في موقع استشهاده ، مع المذبح الرئيسي للحرم في الموقع حيث تم حرق القديس تشارلز لوانغا. صلى البابا بولس السادس ويوحنا بولس الثاني وفرانسيس أمام رفاته.

## مذكرات و مراجع
1. ↑  Le voyage de Paul VI en Ouganda contribuera à la croissance d'un catholicisme spécifiquement africain. لو موند. نسخة محفوظة 2021-04-11 على موقع واي باك مشين.
2. ↑  Charles Lwanga dans le Dictionary of African Christian Biography. نسخة محفوظة 2017-09-10 على موقع واي باك مشين.